# Asociación por la Rosa en el Puño
La Asociación por la Rosa en el Puño (Associazione per la Rosa nel Pugno) fue una organización política italiana de ideología  socialdemócrata.
Fue el llamado "tercer componente" de la coalición la Rosa en el Puño (RnP), compuesta por Socialistas Democráticos Italianos (SDI) y Radicales Italianos (Rad). Fue creada en julio de 2006 por los miembros de la RnP que no eran miembros de SDI ni de Rad, principalmente Lanfranco Turci, Buglio Salvatore, Biagio De Giovanni y Luciano Cafagna, todos los antiguos militantes de Demócratas de Izquierda (DS). Los tres primeros provenían del Partido Comunista Italiano (que se convirtió en el Partido Democrático de la Izquierda en 1991), mientras que Luciano Cafagna y Alberto Benzoni, otro miembro quien también es miembro de la IDE, eran antiguos miembros del Partido Socialista Italiano (PSI) disuelto en 1994.

## Historia
La asociación fue fundada por Lanfranco Turci, que fue su Presidente, como reacción a la crisis en que se vio inmersa la RnP poco después de las elecciones generales de 2006. De hecho, el proceso de federación entre SDI  y los radicales se detuvo, y Turci quiso crear una asociación política de independientes que no fueran miembros de ninguno de los dos partidos dentro de la RnP.
A partir de 2007 la crisis de la RnP parece imparable, por lo que Turci y su asociación comienzan a trabajar con una dirección diferente: unir todas las llamadas fuerzas liberal-socialistas de Italia en lo que se llamó "Convención Secular Liberal Socialista". Este convención tenía como objetivos principales la unión de Socialistas Democráticos Italianos, Radicales Italianos, su grupo y otras asociaciones socialistas (como el Socialismo es Libertad de Rino Formica, antiguo miembro del PSI), pero también al Nuevo PSI, Los Socialistas Italianos (SI), Socialistas Reformistas (SR), el Partido Socialista Democrático Italiano, la Federación de los Liberales Italianos (FdL), el Movimiento Republicanos Europeos (MRE), antiguos socialistas de Demócratas de Izquierdas (DS) (el grupo en torno a Valdo Spini) y todos los miembros de ese partido que se sintieran insatisfechos de la formación del Partido Democrático (el ala izquierda de Fabio Mussi y Cesare Salvi, el grupo de alrededor de Gavino Angius y la de Peppino Caldarola y Emanuele Macaluso). 
En marzo de 2007, durante una conferencia en Bertinoro, la propuesta de un nuevo partido liberal y socialdemócrata fue discutido por Lanfranco Turci y Rino Formica, Peppino Caldarola y Emanuele Macaluso (DS), Enrico Boselli y Roberto Biscardini (SDI), Gianni De Michelis, Alessandro Battilocchio y Mauro Del Bue (NPSI), Bobo Craxi y Saverio Zavettieri (SI), Donato Robilotta (RS), Adriano Musi (MRE) y Enzo Marzo (FdL).
En abril de 2007, en el congreso nacional de la SDI se lanzó una propuesta similar: una "Asamblea Constituyente Socialista", abierta a todos los socialdemócratas italianos, sobre todo los restos del antiguo Partido Socialista Italiano (PSI). La propuesta fue aceptada de inmediato por Lanfranco Turci, Rino Formica, Peppino Caldarola, Emanuele Macaluso, Gianni De Michelis, Alessandro Battilocchio y Mauro Del Bue (quien presentaría en el próximo congreso nacional de NPSI en la propuesta), Bobo Craxi and Saverio Zavettieri, Valdo Spini y, en cierta medida, por Gavino Angius y Fabio Mussi, invitados especiales todos en el congreso. La Asamblea Constituyente dio lugar a un nuevo Partido Socialista. En octubre de 2007, la Asociación se integró en éste, que a su vez cambió el nombre a Partido Socialista Italiano.
- Datos: Q3084336